# Metoda Billingsów
Metoda Billingsów (znana także jako ocena śluzu szyjkowego) – metoda naturalnego planowania rodziny, bazująca na obserwacji śluzu szyjki macicy. Jej rozwinięciem jest model Creightona.

## Skuteczność
Przegląd systematyczny z 2007 roku wykazał, że typowa skuteczność metody Billingsów po 1 roku jej stosowania to 78%, a skuteczność przy przestrzeganiu wszystkich jej zaleceń to 97%.

## Opis metody
Metoda ta polega na obserwacji śluzu z szyjki macicy, który towarzyszy dojrzewaniu dominującego pęcherzyka jajnikowego i poprzedza wystąpienie jajeczkowania. Śluz jest także konieczny dla poczęcia dziecka, umożliwia bowiem przeżycie plemników i ich transport. W razie jego braku plemniki poruszając się szybko zużywają substancje energetyczne, a po kilku godzinach tracą zdolność ruchu i giną w kwaśnym środowisku pochwy. Obserwacje śluzu polegają na uświadamianiu sobie przez kobietę odczuć w przedsionku pochwy, takich jak suchość czy jej brak, poczucie, że jest wilgotno, mokro, ślisko itp. oraz rozróżnianiu jego konsystencji w zależności od fazy cyklu, a obserwacje powinny być zapisywane na karcie obserwacji.

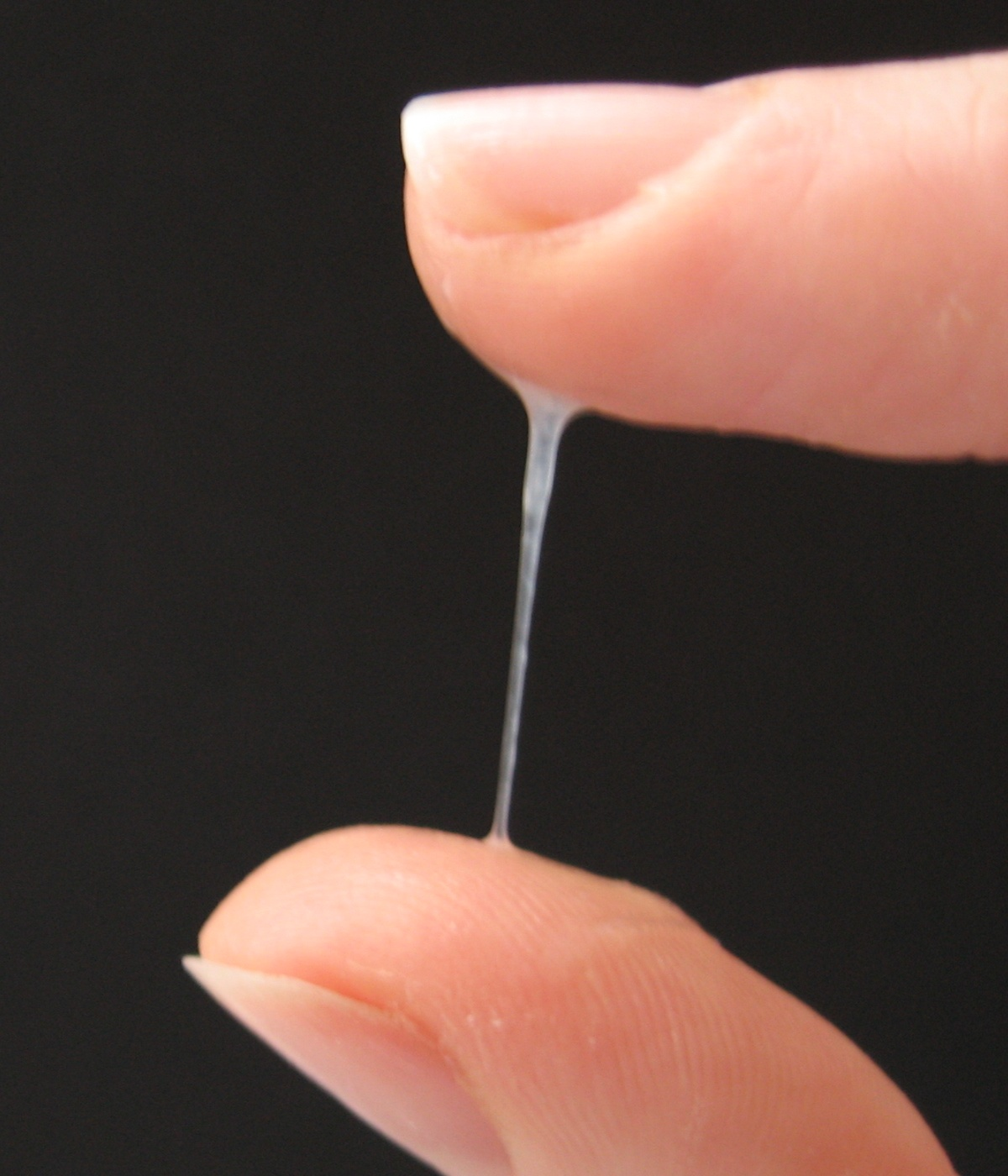
Sposób obserwacji rodzaju śluzu

Płodność zaczyna się w dniu pojawienia się jakiegokolwiek śluzu (w przypadku I podstawowego modelu niepłodności „sucho”) lub jakiejkolwiek zmiany dotychczas niezmieniającej się wydzieliny (II PMN). W celu ułatwienia rozpoznania początku objawu śluzu w pierwszej fazie cyklu, współżycie płciowe może mieć miejsce dopiero po zakończeniu miesiączki, co drugi dzień wieczorem (jest to tzw. reguła pierwszej fazy według Billingsa). W tej metodzie każde krwawienie z dróg rodnych jest traktowane jako okres niewykluczonej płodności. Pod koniec miesiączki, w cyklach krótkich, może rozpocząć się wydzielanie śluzu, które jest maskowane utrzymującym się krwawieniem. Ponadto plamienie, zwykle mało nasilone, może występować w okresie jajeczkowania.
Okres płodności okołoowulacyjnej kończy się czwartego dnia rano po szczycie objawu śluzu. Dzień szczytu objawu śluzu rozpoznaje się wówczas, gdy występuje chociaż jedna cecha śluzu płodnego: odczucie mokrości, śliskości w przedsionku pochwy lub przejrzystość i rozciągliwość śluzu, który jest podobny do surowego białka jaja kurzego.
Pewną trudność sprawia nauczenie się rozpoznawania początku objawu śluzu. Kobieta powinna się tego nauczyć bez podejmowania współżycia w pierwszej fazie cyklu, a bardziej wskazane jest, by zrobiła to przed rozpoczęciem współżycia w ogóle.
Metoda ta jest też częścią metod objawowo-termicznych, polegających na jednoczesnej obserwacji śluzu, temperatury ciała, a także położenia i konsystencji szyjki macicy oraz zapisywaniu wszystkich tych obserwacji na odpowiedniej karcie. Stosowanie metod połączonych pozwala na dalsze obniżenie wskaźnika zawodności oraz ułatwia obserwację.